# La Maldonne des sleepings
Pour les articles homonymes, voir La Madone des sleepings (homonymie).
La Maldonne des sleepings est un roman policier de Tonino Benacquista paru en 1989.

## Résumé
Antoine, jeune couchettiste de la Compagnie des wagons-lits sur le train de nuit Paris - Venise, embarque pour un aller-retour vers la Cité des Doges. Durant ce voyage, censé être calme, il se retrouve malgré lui avec un clandestin, personnage assez atypique, à qui il doit faire traverser la Suisse et l'Italie pour échapper à des malfaiteurs. Durant ce voyage, il s'interroge aussi sur son avenir dans les trains ainsi que sur ses amours (Katia à Paris et Rosanna à Rome).

## Note sur le titre
Le titre du roman est clairement adapté de celui du roman de Maurice Dekobra, paru en 1925, intitulé La Madone des sleepings

## Éditions
Ce roman est publié dans la collection Série noire (no 2167) en 1989, puis réédité dans la collection Folio policier (no 3) en 1998.
En 2004, il est au sommaire d'un volume omnibus, intitulé Quatre roman noirs et paru dans la collection Folio policier (no 340), qui regroupe La Maldonne des sleepings, Les Morsures de l'aube, Trois Carrés rouges sur fond noir et La Commedia des ratés.

## Adaptation
- 1994 : Couchettes express, téléfilm français réalisé par Luc Béraud, adaptation du roman La Maldonne des sleepings, avec Jacques Gamblin, Bernard Haller et Isabelle Renauld